# Nederländska ostindiska kompaniet

VOC:s logotyp

Nederländska ostindiska kompaniet (nederländska: Vereenigde Oostindische Compagnie, VOC) existerade 1602–1798, och grundades genom en resolution i de nederländska Generalstaterna för att öka den nederländska handeln i Asien.

## Historik
I slutet av 1500-talet var Nederländerna en starkt växande sjöfartsnation i Europa. Portugiserna var vid den tiden det land som hade mest handel med Fjärran Östern, men 1595 skickade Nederländerna ut den första expeditionen dit och inom kort hade Nederländerna övertagit positionen som största sjöfartsnation för området bortanför Godahoppsudden. Fram till bildandet av Ostindiska kompaniet 1602 hade Nederländerna skickat 14 expeditioner med 65 fartyg, medan Portugal under den något längre perioden 1591–1601 skickat 59 fartyg. Inom kort var mer än hälften av de europeiska skepp som passerade Godahoppsudden nederländska.
Det förenade ostindiska kompaniet bildades i mars 1602 genom en sammanslutning av tidigare kompanier. Dess kapital uppgick till 6,6 miljoner floriner i aktier om 2 000 floriner. Koncessionen gavs i början på 20 år med utsikt att förnyas längre fram. Den beviljade kompaniet monopol på all handel och kaperi mellan Godahoppsudden och Magellans sunds västliga inlopp. I utförseltull betalade kompaniet 3 procent för nederländska varor som gick till kolonierna, men slapp införseltull på specerier.
Kompaniet styrdes av 6 lokalt organiserade kamrar, av vilka den främsta låg i Amsterdam. Dessa kamrar utrustade fartygen och sålde varorna för kompaniets räkning. Ett utskott för kamrarna, Heeren XVII, de 17 herrarna, sammanträdde tre gånger årligen. Kompaniets ledning fick starkt inflytande över Nederländernas politik; kamrarnas direktörer, bewindhebbers, var vanligen samtidigt borgmästare i de stora handelsstäderna. Varje direktör fick inneha ett begränsat antal aktier, och varje nederländsk borgare kunde bli aktieägare. Kompaniet fick för egen räkning föra krig, grunda kolonier, bygga fästningar och prägla mynt. De särskilda handelskamrarna hade också diverse självständiga rättigheter.
Svårigheten med handel med Ostindien trots de stora vinster som import av bland annat kryddor gav var att det fanns en mycket liten marknad i Asien för de produkter som européerna hade med sig. Det innebar att fartygen måste ha med sig mycket guld och mynt som betalningsmedel, vilket var riskfyllt. Ostindiska kompaniet inledde därför en kraftig utbyggnad av lokal handel inom Ostasien för att bygga upp kapital för finansiering av verksamheten som inte var lika beroende av pengatransporter från hemlandet. Under första halvan av 1600-talet lyckades bolaget väl med detta med en blandning av förhandlingar och vapenmakt.
Kompaniet anlade faktorier i den Ostindiska övärlden, på Ceylon, Moluckerna och i Kaplandet. Till en början var Ambon huvudsäte för verksamheten. För att hålla uppe priset på kryddnejlikor, som särskilt lämpade sig för odling på Ambon, förstördes plantagen på de andra Moluckerna. När engelsmännen slog sig ned på ön gjorde den holländska förvaltningen processen kort med dem. De ställde ledarna för den engelska konkurrenshandeln inför en skendomstol och lät avrätta dem.
För att åstadkomma en ordnad förvaltning och en ständigt beredd centralmakt inrättades ett generalguvernörsämbete vars innehavare avlönades av kompaniet men regerade i generalstaternas namn. Den förste generalguvernören var Pieter Both (1610–1614), som vann ett omfattande inflytande genom fördelaktiga fördrag med de inhemska makthavarna. Jan Pieterszoon Coen grundlade som generalguvernör (1619–1623 och 1627–1629) Batavia (dagens Jakarta) på ön Java år 1619 och skapade därmed ett centrum för handeln och förvaltningen.
Kompaniets indiska högkvarter grundades i Cochin, en stad i nuvarande indiska delstaten Kerala. Man etablerade en koloni i Kapprovinsen i Sydafrika 1652.
Bolagets höjdpunkt var under mitten och slutet av 1600-talet. Då omfattade dess handel – förutom specerier – ris, te, senare indiskt bomullstyg, siden, indigo, diamanter, salpeter och sandelträ. Från slutet av 1600-talet gick kompaniet kraftigt bakåt och dess skuldsättning blev hög. Den Bataviska republiken ställde 1795 kompaniet under statskontroll och 1798 upplöstes det.
De besittningar som då var i Kompaniets händer omvandlades till ett nederländskt kolonialimperium.

## Indien
I handeln på Indien fick portugiserna från 1600-talets början farliga konkurrenter, dels i Nederländarna, som 1602 stiftade ett ostindiskt kompani, dels i det år 1600 grundade brittiska ostindiska kompaniet, vilka bägge till en början lade huvudvikten på handelsförbindelser med Moluckerna ("Kryddöarna") i vad som då kallades Bortre Indien. Nederländarna fråntog emellertid portugiserna även deras faktorier på Ceylon (1658) och på Malabarkusten (1664) samt anlade 1656 ett viktigt faktori i Chinsura vid Gangesmynningen.
Deras syften var uteslutande kommersiella; de ägde snart inga besittningar på Indiens fastland (Chinsura blev 1824 definitivt engelsk besittning). Då engelsmännen genom massakern i Amboina (1623) av nederländarna fördrevs från Moluckerna, förlade de sin handel i dessa trakter helt till det egentliga Indien, där de sedan 1612 innehade ett faktori i Surat.

## Japan
Kompaniet grundade sitt första faktori i Japan år 1609 på ön Hirado. År 1616 fick nederländarna genom ett fördrag ensamrätt i Europa till den japanska handeln. Denna handel var betydelsefull i synnerhet för exporten av kopparmalm. Nederländarna kom dock vid en ogynnsam tidpunkt. Under Tokugawashogunatet misstänkte den japanska ledningen att de portugisisk-spanska missionärer som uppehöll sig i landet hyste politiska avsikter. De utgav därför flera förordningar som riktade sig mot kristendomen, och till sist försökte man fullständigt driva ut alla främlingar. År 1639 tvingades den siste europeiske katoliken lämna landet.. Även nederländarna berördes av detta men lyckades få tillstånd att uppehålla sig på den konstgjorda ön Dejima i Nagasakis hamn.

## Kina
Generalguvernören Jan Pieterszoon byggde år 1618 ett fort på en av öarna utanför Mekongs mynning. Nederländarna försökte sedan bemäktiga sig den viktigaste europeiska huvudorten för detta område, det portugisiska Macao, men angreppet blev tillbakaslaget. Nederländarna begav sig istället till Taiwan, som förmedlade handeln mellan Japan och Kina, och upprättade där det starkt befästa fortet Zeelandia. Härifrån utvidgade de sitt herravälde långt utöver det kinesiska kustlandet och fördrev 1642 även spanjorerna, som grundlagt en liknande koloni norr och söder om ön Macao. Från 1656 lyckades nederländarna inleda vänskapliga förbindelser med Kina och kunde därigenom leda en stor del av tehandeln över Batavia.